# Лапшёв, Анатолий Алексеевич
Анатолий Алексеевич Лапшёв (25 ноября 1924 — 26 апреля 1945) — лейтенант Рабоче-крестьянской Красной Армии, участник Великой Отечественной войны, Герой Советского Союза (1945).

## Биография
Родился 25 ноября 1924 года в селе Идолга (ныне — Татищевский район Саратовской области). Окончил семь классов школы и школу фабрично-заводского ученичества.
В августе 1942 года был призван на службу в Рабоче-крестьянскую Красную Армию. Окончил курсы младших лейтенантов. С весны 1943 года — на фронтах Великой Отечественной войны. Принимал участие в боях на Калининском, 2-м Прибалтийском и 1-м Белорусском фронтах. К апрелю 1945 года гвардии лейтенант Анатолий Лапшёв командовал взводом 68-го гвардейского стрелкового полка 23-й гвардейской стрелковой дивизии 1-го Белорусского фронта. Отличился во время Берлинской операции.
16 апреля 1945 года после артподготовки взвод Лапшёва атаковал вражеские войска в районе Бацлова. Обойдя один из немецких опорных пунктов, он отрезал противнику путь к отступлению, уничтожив 80 и взяв в плен ещё 40 солдат и офицеров. В тех боях взвод захватил 16 артиллерийских орудий, 20 пулемётов, 6 автомашин, склад боеприпасов. 24 апреля во время уличных боёв в Берлине получил ранение, но продолжал сражаться. 26 апреля 1945 года заменил собой выбывшего из строя командира роты и поднял её в атаку на занятый группой немецких автоматчиков и «фаустников» дом, успешно очистив его. В том бою получил тяжелое ранение, от которого умер в тот же день в полевом госпитале. Похоронен в Берлине.
Указом Президиума Верховного Совета СССР от 31 мая 1945 года гвардии лейтенант Анатолий Лапшёв посмертно был удостоен высокого звания Героя Советского Союза. Также был награждён орденами Ленина и Красной Звезды.